# Kåsböle
Kåsböle är en liten by vid Storträsket i nordöstra delen av Lövångers socken i Skellefteå kommun. Byn har sannolikt varit befolkad sedan 1300-talet. Jord- och skogsbruk med sidoinkomster har varit huvudsaklig sysselsättning i byn som genomgått en strukturomvandling liknande övriga byar i Lövångerbygden.